# Sysran
Sysran (russisch Сы́зрань, wissenschaftliche Transliteration: Syzran') ist eine Großstadt mit 178.750 Einwohnern (Stand 14. Oktober 2010) am rechten Ufer der unteren Wolga in der Oblast Samara in Russland.

## Geografie
Die Stadt liegt am Ufer des Saratower Stausees der Wolga, etwa 120 km westlich der Gebietshauptstadt Samara und rund 30 km nördlich der Verwaltungsgrenze zur Oblast Uljanowsk. Das Stadtgebiet erstreckt sich entlang des Wolgaufers auf einer Länge von bis zu 17 km. Die nächstgelegene Stadt ist Oktjabrsk 19 km westlich von Sysran.

## Geschichte
Sysran wurde im Jahr 1683 als Festung gegründet. Sie sollte den dort verlaufenden Handelsweg sichern, da sich das heutige Stadtgebiet damals unweit der östlichen Grenze des Russischen Zarentums befand und somit als gefährdet galt. Namensgebend für Sysran ist der Fluss Sysranka, dessen Name wiederum den Turksprachen entstammt und ursprünglich so viel wie „aus der Schlucht heraus fließend“ bedeutete.

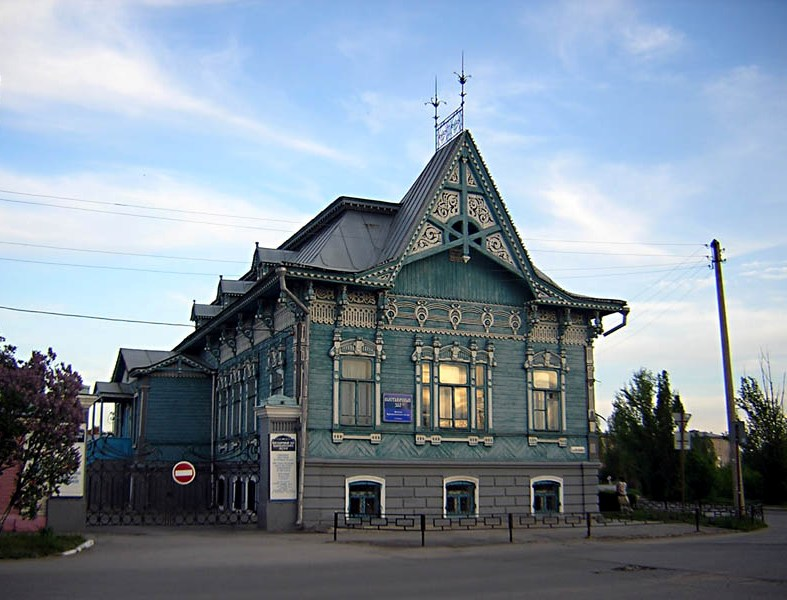
Altes Holzhaus in Sysran

Die Festung Sysran verlor jedoch bereits im frühen 18. Jahrhundert ihre militärische Bedeutung. Stattdessen entwickelte sich im Ort rasch der Handel, der durch die Lage direkt an der Wolga begünstigt wurde. Ende des Jahrhunderts war Sysran bereits ein wichtiges Handelszentrum, weswegen es 1781 den Stadtstatus und ein eigenes Stadtwappen erhielt.
1874 erhielt die Stadt mit dem Bau der knapp 1400 Kilometer langen Bahnstrecke Sysran–Wjasma einen eigenen Bahnhof und sechs Jahre später eine Eisenbahnbrücke über die Wolga. Dies förderte nicht nur den Handel, sondern auch die Industrialisierung. Anfang des 20. Jahrhunderts war Sysran bereits eine bedeutende Industriestadt und eines der größten Zentren der Getreideverarbeitung in Russland. Im Juli 1906 ereignete sich eine Katastrophe. Ein gewaltiger Brand vernichtete über 5000 Gebäude. Ein großer Teil der überwiegend aus Holzhäusern bestehende Stadt wurde zerstört. Mehr als 1000 Menschen verloren ihr Leben und über 30.000 ihr Zuhause. Es bedurfte mehrerer Jahre, um die Stadt wiederherzustellen.
Nach der Oktoberrevolution von 1917 begann der Russische Bürgerkrieg, in dessen Verlauf Sysran im Oktober 1918 von Truppen der auf der Seite der Komutsch (Komitee der Mitglieder der konstituierenden Versammlung) stehenden Tschechoslowakischen Legionen eingenommen wurde.
Nach der Oktoberrevolution begann sich das wirtschaftliche Profil Sysrans zu wandeln: Hauptindustriezweig war nicht mehr die Getreideverarbeitung, sondern die Gewinnung und Aufbereitung von Glimmerschiefer, der zunächst als Treibstoff, später als Rohstoff in der Pharmaindustrie verwendet wurde. Zudem wurden in Sysran während der Sowjetzeit weitere Industrien wie Maschinenbau und Rohölverarbeitung aufgebaut. Nach dem deutschen Überfall im Juni 1941 wurde eine Reihe von Fabriken aus den westlicheren Teilen des Landes nach Sysran evakuiert. Die Stadt selbst blieb dank ihrer Lage von den Kämpfen verschont, womit sich auch das bis heute relativ gut erhaltene historische Stadtbild erklärt.
Der Flugplatz nordöstlich der Stadt (⊙) war vom 1. Oktober 1952 bis 1. Oktober 1953 Ausbildungsbasis für die ersten 220 militärischen Flugzeugführer der KVP-Luft der DDR (Vorläufer der NVA-Luftstreitkräfte) – bezeichnet als streng geheimgehaltener  „Lehrgang X“. In der Stadt befindet sich die Hochschule der Luftstreitkräfte.
Im Russisch-Ukrainischen Krieg brannte nach Angriff durch ukrainische Drohnen am 16. März 2024 die Erdölraffinerie Sysran von Rosneft.

### Bevölkerungsentwicklung
| Jahr | Einwohner |
| ---- | --------- |
| 1897 | 32.383    |
| 1939 | 77.946    |
| 1959 | 148.391   |
| 1970 | 173.347   |
| 1979 | 178.498   |
| 1989 | 174.335   |
| 2002 | 188.107   |
| 2010 | 178.750   |

Anmerkung: Volkszählungsdaten

## Wirtschaft und Verkehr

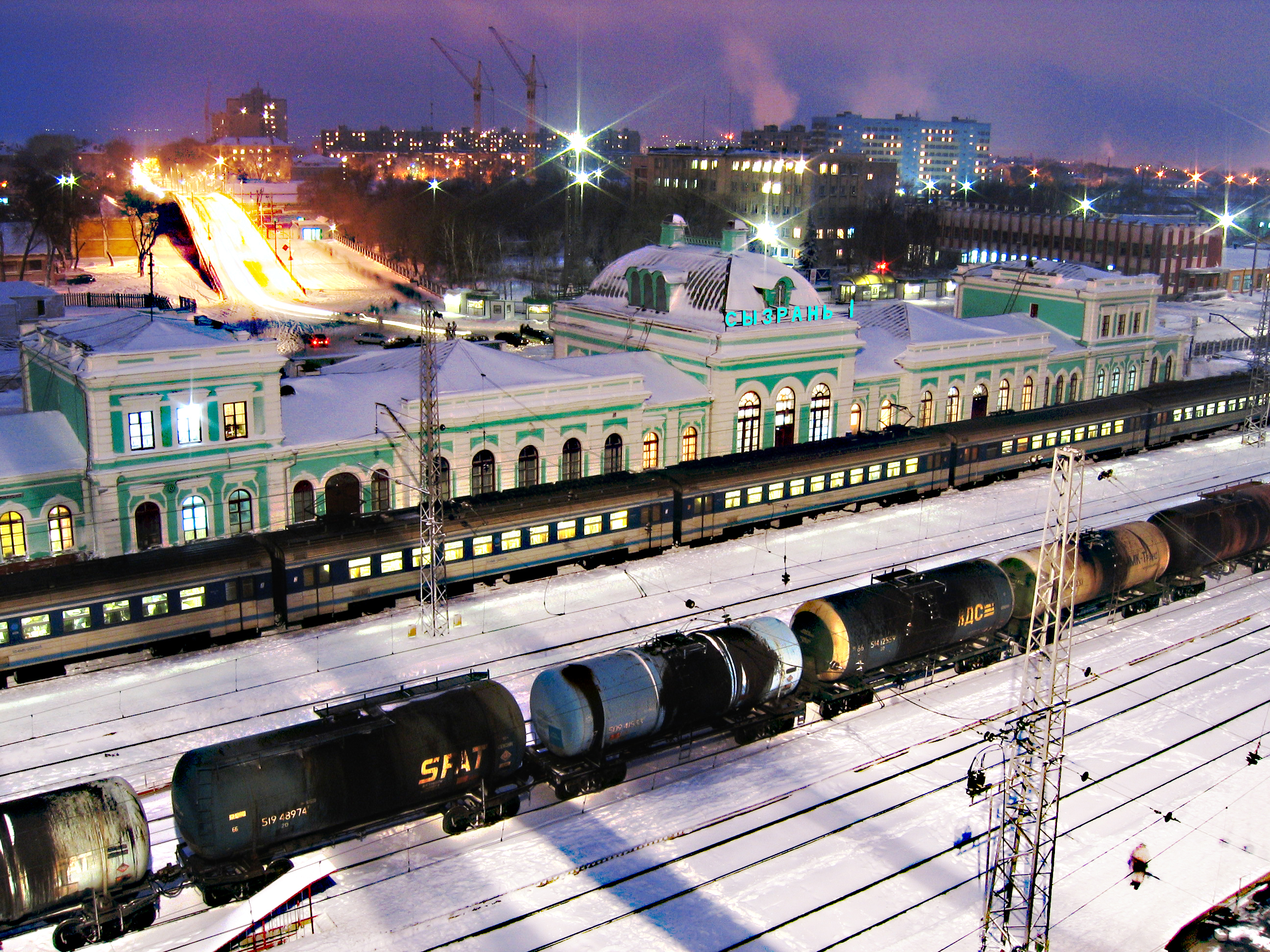
Der Hauptbahnhof von Sysran

Dank der zu Sowjetzeiten in Sysran aufgebauten Fabriken gilt die Stadt bis heute als wichtiges industrielles Zentrum der Samaraer Oblast. Zu den größten Betrieben Sysrans gehören eine Ölraffinerie, eine Kunststofffabrik, eine Fabrik für Landwirtschaftsmaschinen und eine für Ölförderungsanlagen, ferner ein Heizkraftwerk und Betriebe der Leichtindustrie, der Holzverarbeitung und der Nahrungsmittelindustrie. Der Schwermaschinenbauer Tjaschmasch ist ein weiterer wichtiger Arbeitgeber.
Die Stadt liegt an der Fernstraße M5 Ural. Hier beginnt die R228, die über Saratow nach Wolgograd führt. Sysran ist darüber hinaus ein bedeutender Eisenbahnknoten, dessen wichtigste Bahnhöfe der Haupt- und Rangierbahnhof Syzran' I und ein weiterer Rangierbahnhof östlich der Stadt an der Strecke nach Samara (Bahnhof Oktjabrsk) sind. Der innerstädtische öffentliche Personennahverkehr besteht aus zahlreichen Buslinien. Von September 2002 bis November 2009 wurde auch eine O-Buslinie betrieben, welches zu seiner Zeit das jüngste System in Russland war. Die Oberleitung wurde bis 2015 vollständig abgebaut, die Fahrzeuge verschrottet.

## Söhne und Töchter der Stadt
- Wassili Georgijewitsch Boldyrew (1875–1933), General[4]
- Boris Nikolajewitsch Tschernoussow (1908–1978), Politiker
- Wiktor Iwanowitsch Nikitin (1911–1994), Sänger
- Arkadi Ostrowski (1914–1967), Komponist
- Anatoli Michailowitsch Tscherepaschtschuk (* 1940), Astrophysiker und Hochschullehrer
- Waleri Stepanowitsch Tretjakow (* 1941), Generaloberst[5]
- Wjatscheslaw Andrejewitsch Tschebanenko (1942–1997), Schachspieler
- Wladimir Iwanowitsch Kaschtschei (* 1948), Eisschnellläufer[6]
- Wladimir Iwanowitsch Trofimenko (1953–1994), Leichtathlet
- Waleri Alexandrowitsch Loginow (* 1955), Schachspieler
- Sergei Michailowitsch Pleschakow (1957–2018), Hockeyspieler
- Wladimir Michailowitsch Pleschakow (* 1957), Hockeyspieler
- Alexander Iwanowitsch Mjasnikow (* 1959), Hockeyspieler
- Michail Borissowitsch Kornijenko (* 1960), Kosmonaut
- Ramil Olegowitsch Juldaschew (* 1985), Badmintonspieler
- Natalja Iljinitschna Ionowa (* 1986), Popsängerin
- Jekaterina Wladimirowna Wetkowa (* 1986), Handballspielerin
- Nail Renadowitsch Umjarow (* 2000), Fußballspieler
- Danil Antonowitsch Kasanzew (* 2001), Fußballspieler
- Nikita Wladlenowitsch Jermakow (* 2003), Fußballspieler